# Потапов, Сергей Фёдорович
Серге́й Фёдорович Пота́пов (1 февраля 1978 — 7 июня 2021) — российский актёр театра и кино.

## Биография
Родился 1 февраля 1978 года в Нижнем Тагиле Свердловской области. Мама — Людмила Викторовна, работник Центральной Городской Библиотеки, отец — сварщик.
После школы поступил в ПТУ на автомеханика. Вечерами подрабатывал танцами сначала на сцене одного из тагильских ресторанов, а затем летом в ресторане черноморского курорта, где его увидел режиссер Игорь Апасян, снимавший тогда сериал о налоговой полиции «Маросейка, 12». Он предложил Сергею сначала поработать в одном из эпизодов с танцами, а затем уже более заметную роль. Также Сергей участвовал в пилотных сериях сериала «Линии судьбы», которые снимал Апасян.
Окончил актёрское отделение Славянского государственного университета (Москва). Сыграл одну из главных ролей в фильме «Граффити». За эту роль получил Приз кинофестиваля «Созвездие» «За лучший дебют» (Тверь, 2007).
Жена — Екатерина Потапова, работала вторым режиссёром на фильме «Граффити». Есть сын.
Ушёл из жизни 7 июня 2021 года.

## Фильмография
- 2001 — Маросейка, 12. Прощай, полицейский (7-я серия) — Сергей
- 2006 — Граффити — Митяй